# Halicirna

Mapa de algunas de las ciudades griegas de las regiones de Etolia y Acarnania en la Antigüedad. Halicirna se ubicaba en Etolia.

Halicirna o Halicarna (en griego, Άλίκυρνα) es el nombre de una antigua ciudad griega de Etolia.
Estrabón la ubica entre Pleurón y Calidón, a treinta estadios de esta última. Tanto el Periplo de Pseudo-Escílax como Plinio el Viejo la denominan con el topónimo de «Halicarna».
Se localiza en unas ruinas que hay cerca de la población actual de Chilia Spitia.